# Synodontis sorex
Synodontis sorex är en fiskart som beskrevs av Günther, 1864. Synodontis sorex ingår i släktet Synodontis och familjen Mochokidae. IUCN kategoriserar arten globalt som livskraftig. Inga underarter finns listade i Catalogue of Life.